# 가야선
가야선(伽倻線)은 부산광역시 경부선 사상역과 동해선 범일역을 연결하는 철도 노선이다. 사상-범일 구간에서 경부선의 병행 노선으로 사용되며, 가야역에 있는 가야차량사무소와도 연결된다.

## 역사
- 1944년 6월 10일 : 단선 노선으로 개통, 당시 명칭은 부산조차장선
- 1955년 9월 1일 : 노선명을 가야선으로 개칭[1]
- 1968년 1월 21일 : 사상 - 부산진에서 사상 - 범일로 이설[2]
- 2002년 12월 2일 : 동서통근열차 폐지로 여객취급 중지
- 2003년 12월 28일 : 복선 전철화 개통, KTX 개통을 앞두고 가야차량사무소에 KTX 검수고가 들어서면서 복선 전철화되었다.
- 2019년 4월 17일 : 철도 노선번호 변경에 따라 30212로 변경[3]

## 노선 정보
- 노선 거리 : 8.3 km
- 운영 기관 : 한국철도공사(전 구간)
- 궤간 : 1435mm(표준궤)
- 통행 방식 : 좌측
- 역 수 : 3(1개 폐쇄된 임시승강장)
- 복선 구간 : 전 구간
- 전철화 구간 : 전 구간
- 보안 장치 : ATP

## 역 목록
| 역명 | 로마자 역명 | 한자 역명 | 역간거리 (km) | 영업거리 (km) | 접속 노선                            | 소재지     | 소재지   | 비고 |
| ---- | ----------- | --------- | ------------- | ------------- | ------------------------------------ | ---------- | -------- | ---- |
| 사상 | Sasang      | 沙上      | 0.0           | 0.0           | 경부선 ● 부산 도시철도 2호선(사상역) | 부산광역시 | 사상구   |      |
| 가야 | Gaya        | 伽倻      | 5.1           | 5.1           | 부전선 ● 부산 도시철도 2호선(가야역) | 부산광역시 | 부산진구 |      |
| 범일 | Beomil      | 凡一      | 3.2           | 8.3           | 동해선 ● 부산 도시철도 1호선(범일역) | 부산광역시 | 부산진구 |      |

## 노선 특징
여객열차를 포함한 모든 열차가 통과하며, KTX 개통 이후 경전선 여객열차의 종착역이 부전역이 되면서 통행량이 더 늘어났다. 가야역 주변에 가야차량사업소가 있어서 회송 구간으로도 활용하고 있다.
한 때 주례역과 가야역에서 동서통근열차를 취급하였으나, 동서통근열차 폐지 이후 주례역은 문을 닫았고 2013년 철도 파업 이후 가야역 승차권 발매 업무도 중단되었다.
가야선과 동해남부선(동해선), 부전선은 서로 삼각형을 이루면서 만나고 있고, 안쪽으로 주거지가 있다. 과거 세 노선의 열차 운행 빈도가 낮았을 때에는 주거지에 끼치는 영향이 적었지만 가야선과 부전선의 복선 전철화 및 종착역 조정 이후 열차 운행이 급격하게 증가하여 주거지에도 영향을 끼치기 시작하였다. 한국철도시설공단 측에서는 "지역 주민들의 입장은 이해하지만 예산 부족으로 부지 매입이 쉽지 않고 도시 계획도 변경되어야 한다"고 하여 삼각형 안쪽에 대한 대책을 내놓지 못하고 있다.

### 주령터널
사상역~가야역 간 가야선은 1944년 복선으로 노반이 조성되었고 기존 주령터널도 경부선과 상, 하선으로 분리되어 연결되어 있었지만 1970년부터 단선으로 운행되면서 상선은 폐지되었다.